# Konjevrate
Konjevrate jsou vesnice v Chorvatsku v Šibenicko-kninské župě. Je součástí opčiny města Šibenik, od něhož se nachází asi 14 km severovýchodně. V roce 2011 zde trvale žilo 173 obyvatel. Nejvíce obyvatel (1 043) zde žilo v roce 1869.
Vesnicí prochází státní silnice D33. Severozápadně protéká řeka Krka. Dělí se na několik částí, jako jsou Koštani, Krnići Donji, Krnići Gornji a Tulići.

## Sousední sídla
| Růžice kompasu | Nos Kalik  | Goriš |          | Růžice kompasu |
| Růžice kompasu |            | Sever | Radonić  | Růžice kompasu |
| Růžice kompasu | Konjevrate |       | Radonić  | Růžice kompasu |
| Růžice kompasu | Jih        |       | Radonić  | Růžice kompasu |
| Růžice kompasu | Gradina    |       | Čvrljevo | Růžice kompasu |